# Manifestaciones contra la invasión de Irak de 2003

Las manifestaciones mundiales contra la invasión de Irak de 2003 fueron una serie de protestas convocadas y coordinadas a nivel mundial contra la inminente invasión de Irak por Estados Unidos y sus aliados, siendo las primeras convocatorias de carácter realmente global de la historia. 

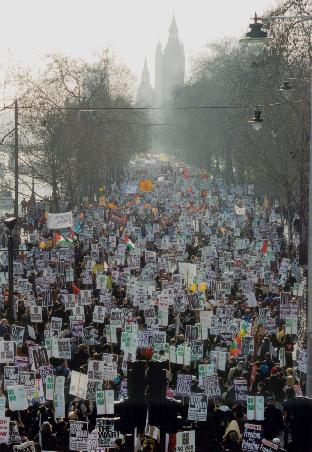
Manifestación contra la guerra de Irak en Londres, durante las movilizaciones globales del 15 de febrero de 2003

Estas masivas manifestaciones fueron organizadas principalmente por organizaciones pacifistas y contra la guerra, muchas de las cuales ya se habían opuesto años atrás a la invasión de Afganistán. En algunos países árabes, las manifestaciones fueron organizadas por el Estado; sin embargo, Europa presenció las mayores manifestaciones, incluyendo a los tres millones de personas que marcharon por Roma, capital de Italia, contra la guerra, manifestación que entró en el Libro Guinness de los Récords como la mayor manifestación antibelicista de la historia. De acuerdo con el académico francés Dominique Reynié, en apenas tres meses, entre el 3 de enero y el 12 de abril de 2003, 36 millones de personas de todo el mundo participaron en cerca de 3000 protestas contra la guerra de Irak. Después de las manifestaciones del 15 de febrero de 2003, las más numerosas, el escritor del New York Times, Patrick Tyler, dijo que «se había demostrado que existían dos superpotencias en el planeta: Estados Unidos y la opinión pública mundial».
En Estados Unidos los manifestantes a favor de la guerra a menudo describían a los opositores a la guerra como «una minoría»; una encuesta Gallup del 14 de septiembre de 2007 arrojó que «desde el verano de 2005, los opositores a la guerra superan en número a sus partidarios. La mayoría de los estadounidenses creen que la guerra fue un error». En Europa las encuestas de la época demostraban que entre un 75 y un 90% de la población del continente se oponía a la guerra. Las circunstancias locales permitieron que los efectos de las protestas perduraran en el tiempo, sobre todo en el Reino Unido, Estados Unidos, España e Italia. A pesar de todo, la alianza inició la invasión de Irak el 20 de marzo de 2003.

## Antes de la invasión de Irak

### "Paremos la guerra"

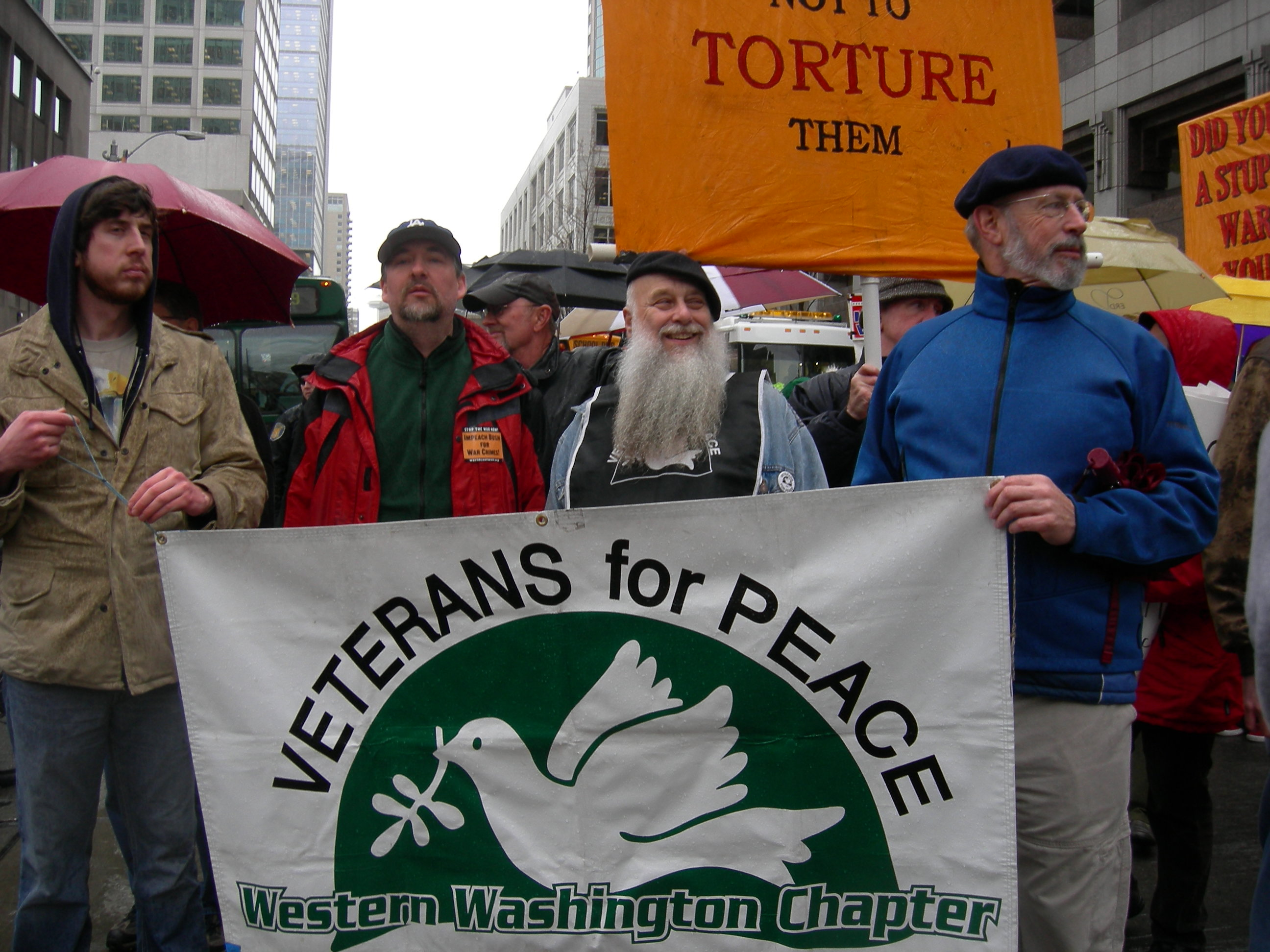
Protesta en Washington D. C. en contra de la política de intervención militar de George W. Bush en Irak.

En los primeros meses de 2003 diferentes foros sociales y otras organizaciones no gubernamentales, como Greenpeace, pertenecientes en su mayoría a la izquierda política, movilizaron a ciudadanos de todo el mundo, que salieron a la calle para intentar evitar la guerra contra Irak liderada por Estados Unidos, realizada con una amplísima mayoría de la opinión pública en contra (cerca del 90% en España).
Las manifestaciones fueron especialmente relevantes en los países comprometidos con la invasión (Australia, Estados Unidos, España, Reino Unido, Portugal, Polonia, Italia, Dinamarca). 
Estas fueron las primeras manifestaciones convocadas por internet y SMS, y se mostró la efectividad de los nuevos medios, ya que la protesta mundial (o marcha por la paz) se comenzó a organizar solo un mes antes de su realización.
El lema universalmente adoptado fue ¡No a la guerra!. Otros de los lemas más coreados por los manifestantes (al menos, en España) fueron:
- "No más sangre por petróleo", basándose en las acusaciones hacia el gobierno estadounidense de invadir Irak con el fin de que empresas afines controlaran los ricos yacimientos iraquíes, como hicieron con los kuwaitíes tras la Guerra del Golfo de la década de 1990.
- "Blair, Bush, Aznar: asesinos", en el que se consideraba al llamado "trío de las Azores" como responsables de las muertes de civiles iraquíes que se produjeron como consecuencia de la invasión.

### Manifestaciones mundiales del 15 de febrero

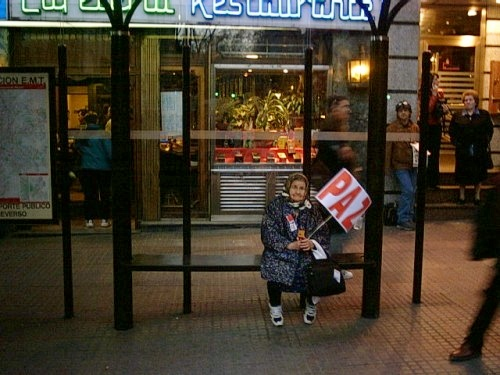
Una anciana descansa en Madrid durante el transcurso de la manifestación del 22 de marzo.

El 15 de febrero de 2003 tuvo lugar la mayor de las manifestaciones, consiguiéndose la mayor movilización mundial en la Historia. Millones de personas salieron a las calles en muchas ciudades, encabezadas por Roma con 2 millones de manifestantes.
Cabe destacar el baile de cifras, en cuanto al número de manifestantes en las principales ciudades de los países cuyos gobiernos apoyaron la invasión. Fue muy grande la diferencia entre los datos oficiales dados por las administraciones y las dadas por los convocantes; cada uno defendiendo sus intereses. Un claro ejemplo es Madrid, donde el número de manifestantes fue muy superior a los 660.000 oficiales, aunque es muy posible que no llegaran a los 2 millones de personas según los convocantes.
Hubo muchas manifestaciones y concentraciones posteriores ante las embajadas de Estados Unidos, con un gran número de manifestantes, aunque no se llegó a la convocatoria del 15 de febrero.

## De la invasión a la caída de Bagdad
Tras el ultimátum del presidente Bush y la inminencia del ataque, las plataformas en contra de la guerra convocaron una manifestación en todas las grandes ciudades para la tarde del día en que comenzara la invasión, sea cual fuere, consiguiendo también una gran respuesta.
Las manifestaciones continuaron durante la guerra, disminuyendo progresivamente el número de manifestantes, a la vista de la poca respuesta obtenida por parte de los gobiernos de los países atacantes, pero sirvieron para seguir mostrando la oposición general de la opinión pública.

## Después de la caída de Bagdad
Tras los combates de marzo y abril de 2003, se celebró en el mes de octubre siguiente en Madrid una Conferencia de Donantes para recaudar fondos para la reconstrucción de Irak. Las plataformas que se movilizaron en contra de la guerra también se opusieron a la conferencia alegando que se recaudaba dinero para continuar la ocupación en beneficio de Estados Unidos. Se realizó otra manifestación en Madrid pero esta vez la respuesta fue mucho menor que en los meses previos a la guerra, ya que el tema había dejado de estar constantemente en boca de la opinión pública.
El 20 de marzo de 2004, en el primer aniversario del comienzo de la invasión de Irak, tuvo lugar otra jornada global de protesta contra la subsiguiente ocupación militar. En Londres, dos activistas de Greenpeace evadieron las medidas de seguridad, escalaron el reloj de la torre de las casas del parlamento y desplegaron una pancarta instando al gobierno del Reino Unido a "contar la verdad" a la ciudadanía. Algunas de las manifestaciones más multitudinarias tuvieron lugar en Roma (al menos 250.000 manifestantes) y en Barcelona y Nueva York (más de 100.000 manifestantes en cada una).

## La peculiaridad española

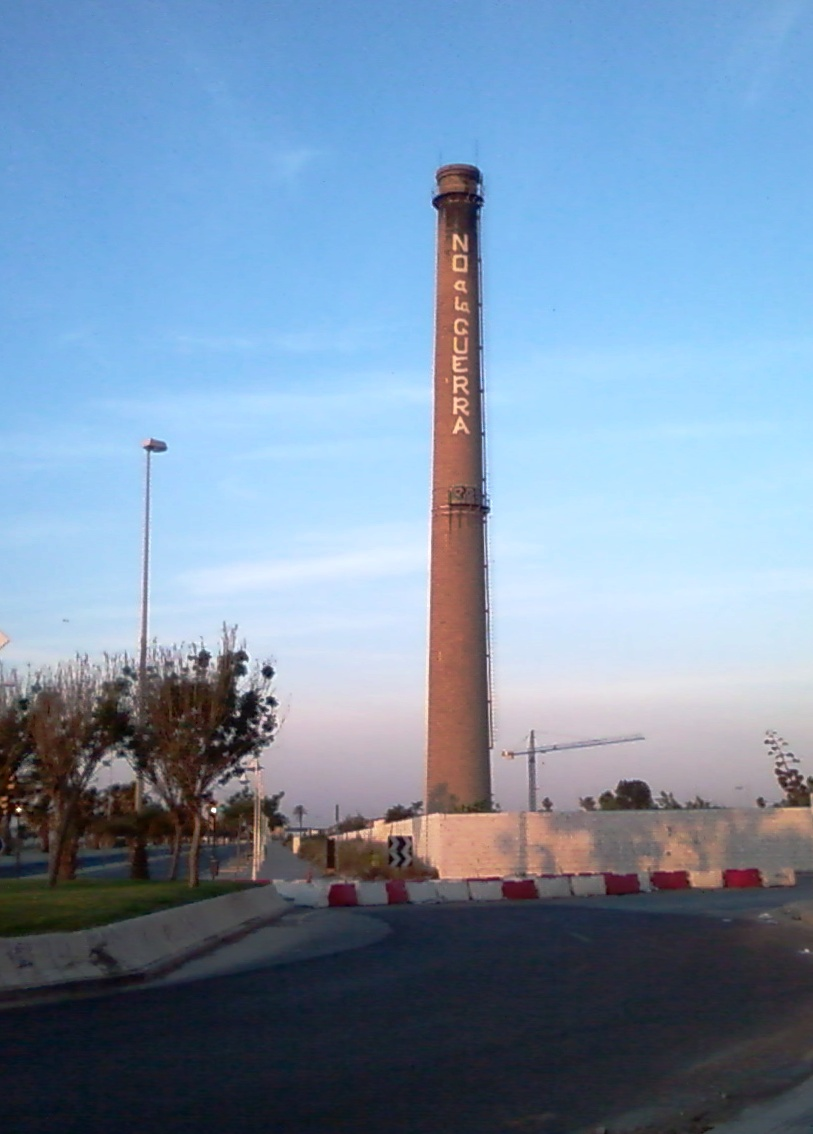
Pintada de "No a la guerra" en una chimenea industrial en Málaga.

Es España el país donde estas manifestaciones lograron mayor trascendencia. Se daba la circunstancia que España formaba parte por turno del Consejo de Seguridad de la ONU y que el gobierno de Estados Unidos le concedió especial protagonismo. Por una parte, se refirió a España como puntal de la nueva Europa y, por otra, le encomendó sumar el apoyo de los países de América Latina.
El gobierno español del Partido Popular apoyó la invasión de Irak en 2003 a pesar de tener a todos los demás partidos políticos y hasta a un 90% de los ciudadanos en su contra. De hecho durante ese periodo el entonces presidente José María Aznar tuvo el índice de popularidad más bajo de toda la legislatura, y las encuestas le dieron momentáneamente una ventaja de cuatro puntos al PSOE.
Se estima que en España se manifestaron entre ocho millones y once millones de personas.[cita requerida] Solo entre Madrid y Barcelona se cifró entre un millón y tres millones de manifestantes.
Las protestas por parte de artistas y gente del espectáculo también se dejaron ver hasta el punto de que durante la XVII edición de los Premios Goya, los actores y directores llevaron chapas con el lema «No a la guerra» y convirtieron el acto en un alegato contra la misma. Posteriormente, algunos de ellos participaron en la serie de cortometrajes ¡Hay motivo!.
Estas movilizaciones, junto con las motivadas por el desastre del Prestige, marcaron el malestar de la ciudadanía antes de las elecciones generales de España de 2004, donde al final el PP perdió las elecciones con los atentados del 11 de marzo en Madrid como marco de fondo.